# Santorini
Santorini (Σαντορίνη), chamada oficialmente Tira (em grego: Θήρα) e Tera na Antiguidade, é uma ilha no sul do mar Egeu, a cerca de 200 quilômetros a sudeste da Grécia continental. É a maior ilha de um pequeno arquipélago circular que leva o mesmo nome e são os vestígio de uma caldeira vulcânica. O conjunto de ilhas forma o membro mais ao sul do grupo de ilhas Cíclades, com uma área de aproximadamente 73 quilômetros quadrados e uma população estimada em 2011 em 15 550 habitantes. O município de Santorini compreende as ilhas habitadas de Santorini e Terásia e as ilhas desabitadas de Nova Caméni, Velha Caméni, Aspronisi e Cristiana. O arquipélago tem uma área total de 90,623 km² e é parte da unidade periférica grega de Tira.
O arquipélago de Santorini é essencialmente o que restou depois de uma gigantesca erupção vulcânica que destruiu os primeiros assentamentos humanos que existiam na antiga ilha e que criou a caldeira geológica atual. A enorme lagoa central retangular, que mede cerca de 12 por 7 km, é cercada por íngremes penhascos com até 300 metros de altura, em três dos seus lados. A ilha principal é inclinada em direção ao mar Egeu. No quarto lado, uma lagoa é separada do mar por uma outra ilha menor chamada Terásia. A lagoa está ligada ao mar em dois lugares, a noroeste e sudoeste. A profundidade de 400 metros da cratera torna possível que todos os maiores navios de cruzeiro ancorem em qualquer lugar da baía protegida, há também uma marina recém-construído em Vlichada, na costa sudoeste. O principal porto da ilha é Atínias. A capital, Fira, localiza-se no topo de um penhasco, de frente para a lagoa da caldeira. As rochas vulcânicas presentes de erupções anteriores apresentam olivina e têm uma pequena presença de hornblenda.
Santorini é o centro vulcânico mais ativo no arco vulcânico do sul do mar Egeu, embora o que permaneça até hoje seja principalmente uma caldeira cheia de água. O arco vulcânico tem aproximadamente 500 km de comprimento e de 20 a 40 quilômetros de largura. A região registrou a sua primeira atividade vulcânica há cerca de 3-4 milhões de anos, apesar de vulcanismo em Tera ter começado há aproximadamente 2 milhões de anos.
A ilha é o local de uma das maiores erupções vulcânicas já registradas na história humana: a erupção minoica (às vezes chamada de erupção de Tera), ocorreu há cerca de 3600 anos, no auge da civilização minoica. A erupção deixou uma grande cratera rodeada por depósitos de cinzas vulcânicas a centenas de metros de profundidade e pode ter levado, indiretamente, ao colapso da civilização minoica na ilha de Creta, 110 km ao sul, através da formação de um gigantesco tsunami. Outra teoria popular diz que a erupção de Tera é a fonte da lenda de Atlântida.

## História
A ilha deve o seu nome a Santa Irene, nome pelo qual os venezianos a denominavam. Era anteriormente conhecida por Kallístē (em grego clássico: Καλλίστη, "a mais bela"), Strongýlē (Στρογγύλη), "a circular") ou Tera (Θήρα), nome que ainda hoje ostenta em grego.
No século XIII o primeiro dos venezianos a chegar foi Iacopo Barozzi, quando chamaram a ilha com o nome de Santorini, até 1335. Pelo Barozzi foi anexada aos duques de Naxos, Sanudo, e a partir de 1397 passou para a família Crispo. Foi ocupada pelos João Miquez em 1556.
A ilha gradualmente caiu sob o domínio otomano a partir de meados do século XVI e juntou-se à Grécia durante a Guerra da Independência em 1821. A última erupção vulcânica do arquipélago ocorreu em 1950. 
Para além da ilha principal, Santorini tem nas suas proximidades diversos ilhéus, formando um grupo quase circular de ilhas, vestígio da grande erupção que despedaçou a ilha. O grupo de ilhas é também conhecido por Tira (em grego: Θήρα).
Santorini é o vulcão mais activo do denominado Arco Egeu, sendo constituída por uma grande caldeira submersa, rodeada pelos restos dos seus flancos. Esta forma actual da ilha deve-se, em grande parte, à erupção que há aproximadamente 3500 anos (cerca de 1680 a.C.) destroçou o seu território. Aquela erupção, de grande explosividade, criou a actual caldeira e produziu depósitos piroclásticos com algumas centenas de metros de espessura que recobriram tudo o que restou da ilha e ainda atingiram grandes áreas do Egeu e dos territórios vizinhos.
O impacto daquela erupção fez-se sentir em toda a Terra, mas com particular intensidade na bacia do Mediterrâneo. A erupção parece estar ligada ao colapso da Civilização Minoica na ilha de Creta, distante de Santorini 110 km ao sul. Acredita-se que tal cataclismo tenha inspirado as posteriores lendas acerca de Atlântida.

## Mitologia
A ilha foi criada quando Eufemo, um dos argonautas, jogou ao mar um pedaço de terra, presente de Tritão. A ilha então passou a se chamar Caliste, a mais bela, e serviu como lar para os descendentes de Eufemo.
Mais tarde a ilha se chamou Tera, por causa de Teras, filho de Autesião, filho de Tisâmeno, filho de Tersandro, que liderou um grupo de colonos para a ilha.
Segundo Estrabão, Tera, colônia dos lacedemônios, era a metrópole de Cirene, localizada na atual Líbia. O fundador de Cirene, Bato, era filho de uma princesa cretense com um nobre de Tera [carece de fontes?] .

## Ilhas

Imagem CGI em terceira dimensão do arquipélago de Santorini

- Nova Caméni - ilha de grande interesse científico, assumindo-se como um monumento natural protegido. "Local histórico de beleza natural excepcional", palavras do Centro Cultural Helénico para descrever não só Nova Caméni, mas também todas as ilhas que formam Santorini.

- Velha e Nova Caméni – grupo central de ilhas – e a área da caldeira foram também nomeadas como monumentos geológicos na lista do Património Mundial. A beleza singular de Nova Caméni é reforçada pelo facto de ser a forma vulcânica mais recente do sudeste mediterrânico. Contudo, sofreu uma evolução gradual, onde a erupção mais antiga surgiu há 430 anos e a última em 1950. A ilha apresenta uma forma extremamente irregular e de declives acentuados, depósitos piroclásticos de dimensões variadas todos eles provenientes de seis pontos de erupção diferentes.

- Vela Caméni - ilha de características semelhantes mas de dimensões reduzidas, tem a particularidade de apresentar fontes termais, um conjunto de vapor de água, dióxido de carbono, enxofre e outros elementos, que formam uma autêntica bacia de água quente, formando um destino turístico de grande fluxo.

## Galeria

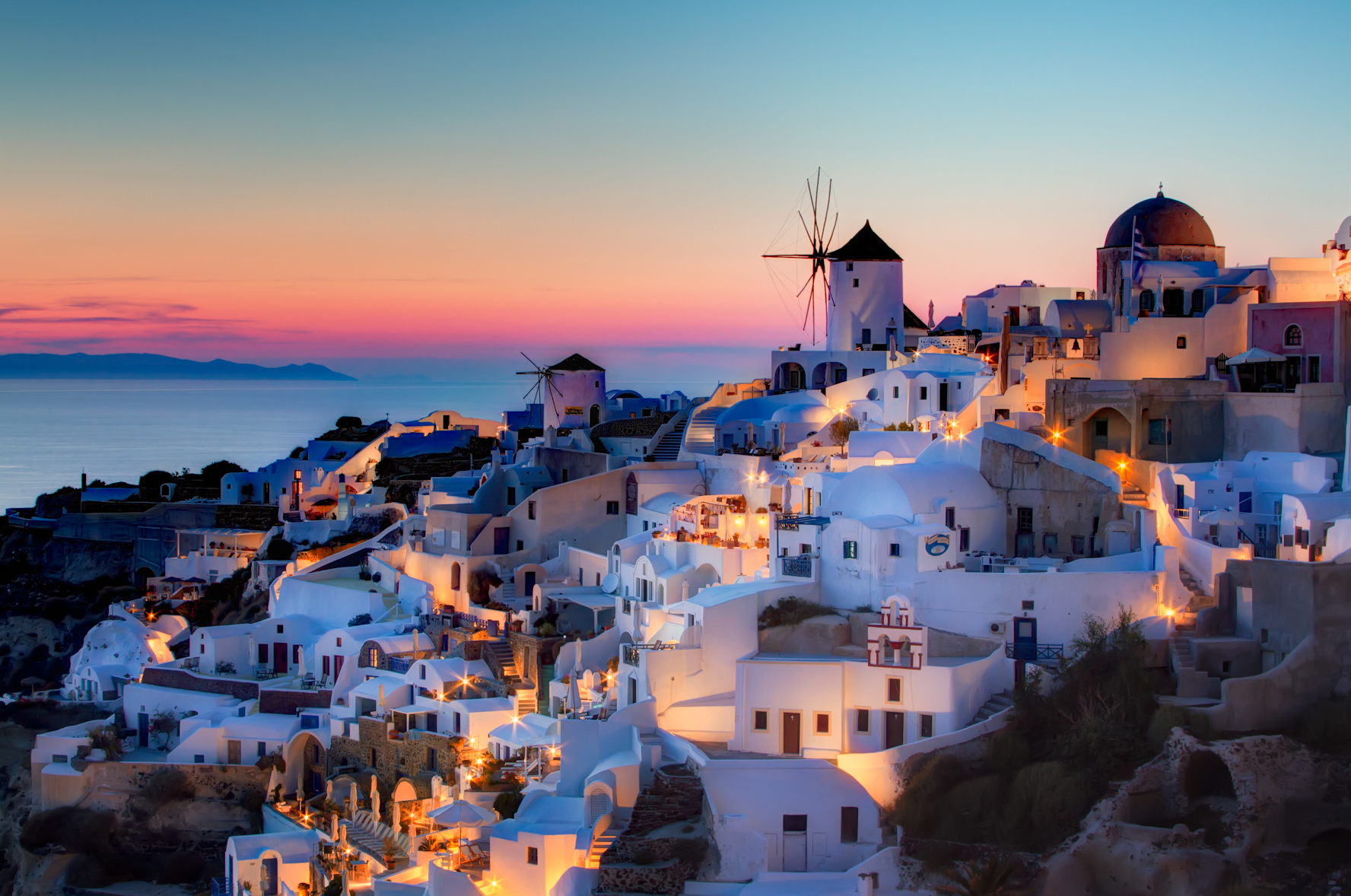
Pôr-do-sol em Oia, Santorini
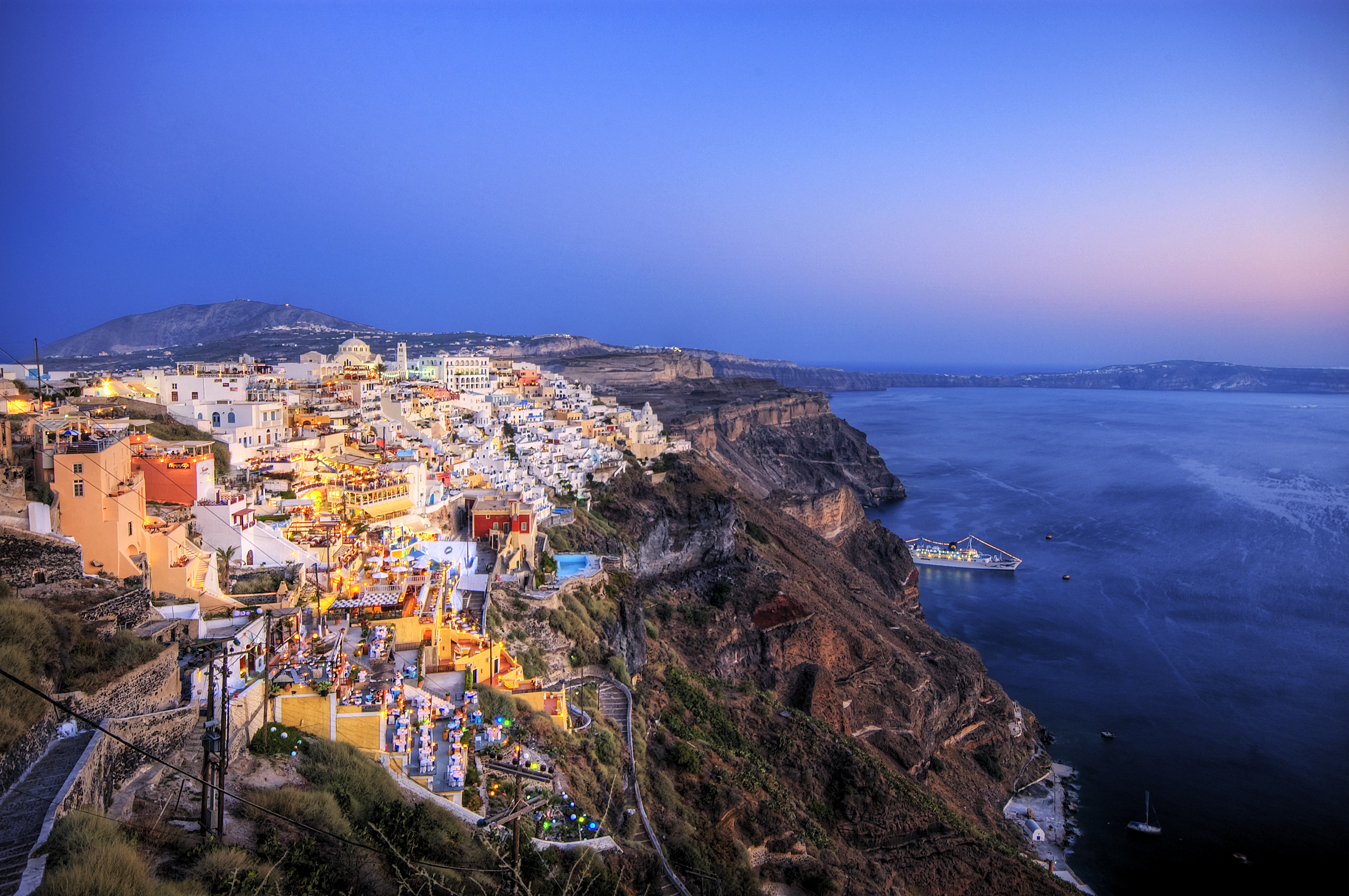
Panorama de Fira
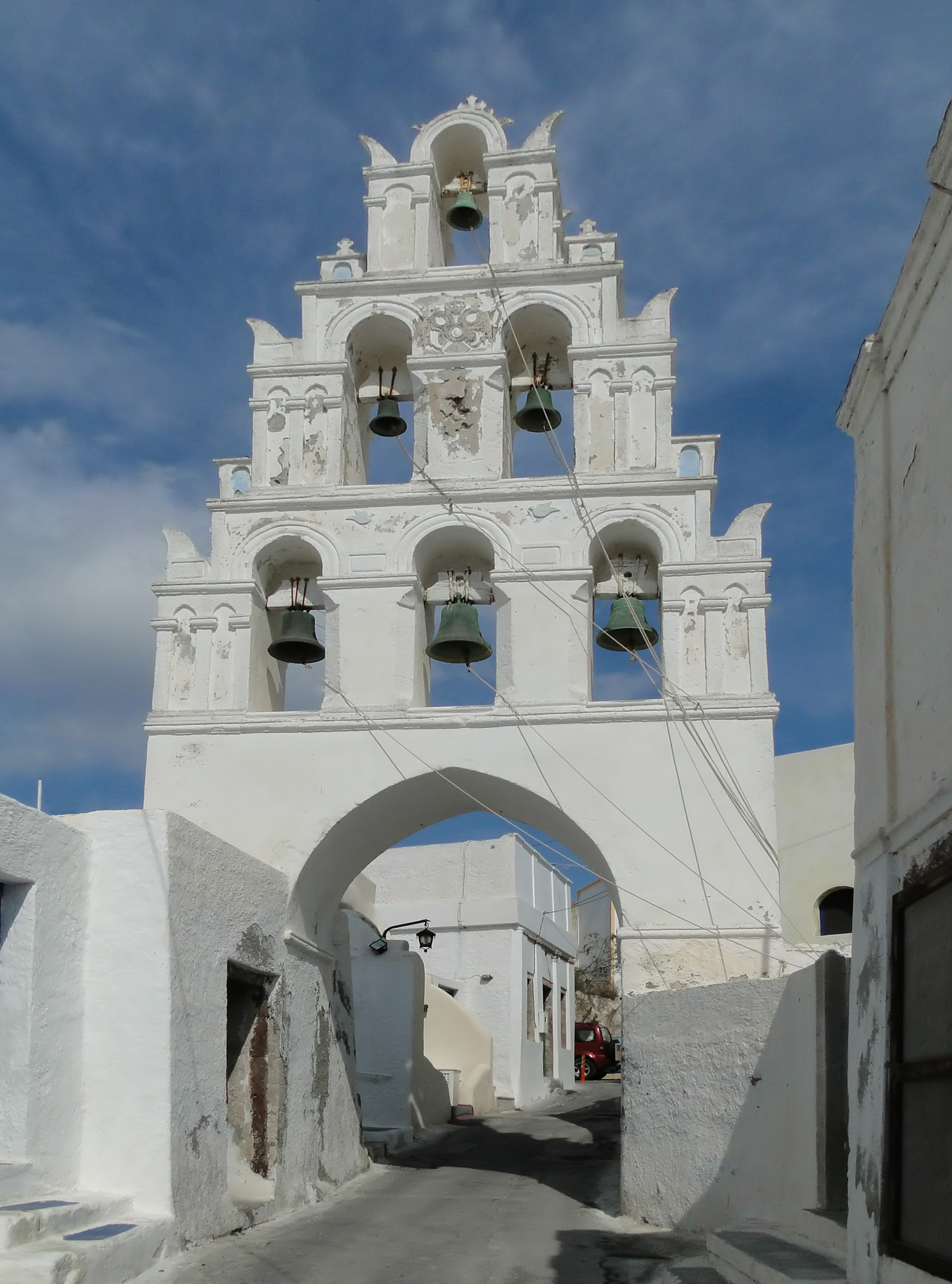
Igreja em Megalohori, Santorini
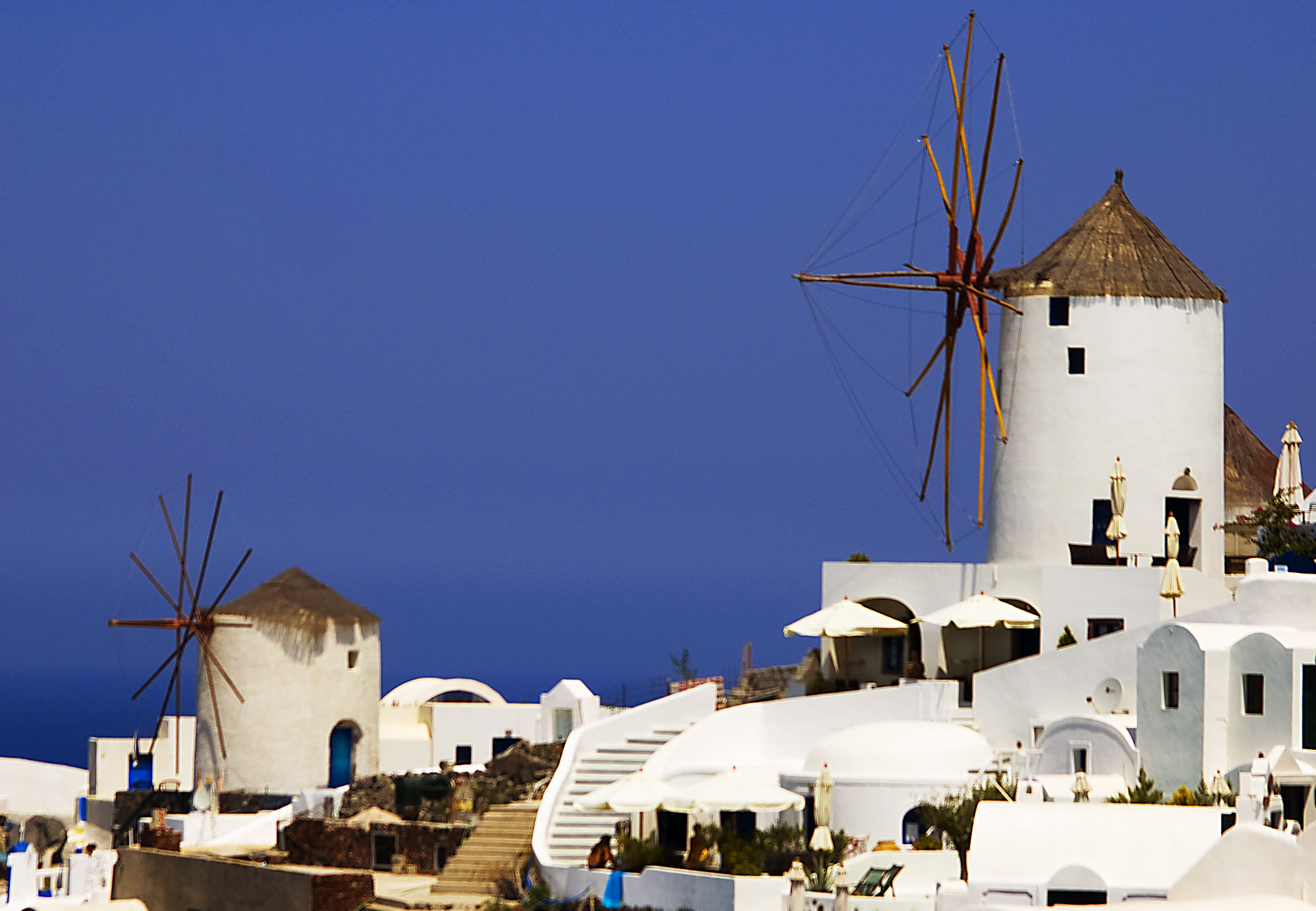
Moinho de vento em Oia

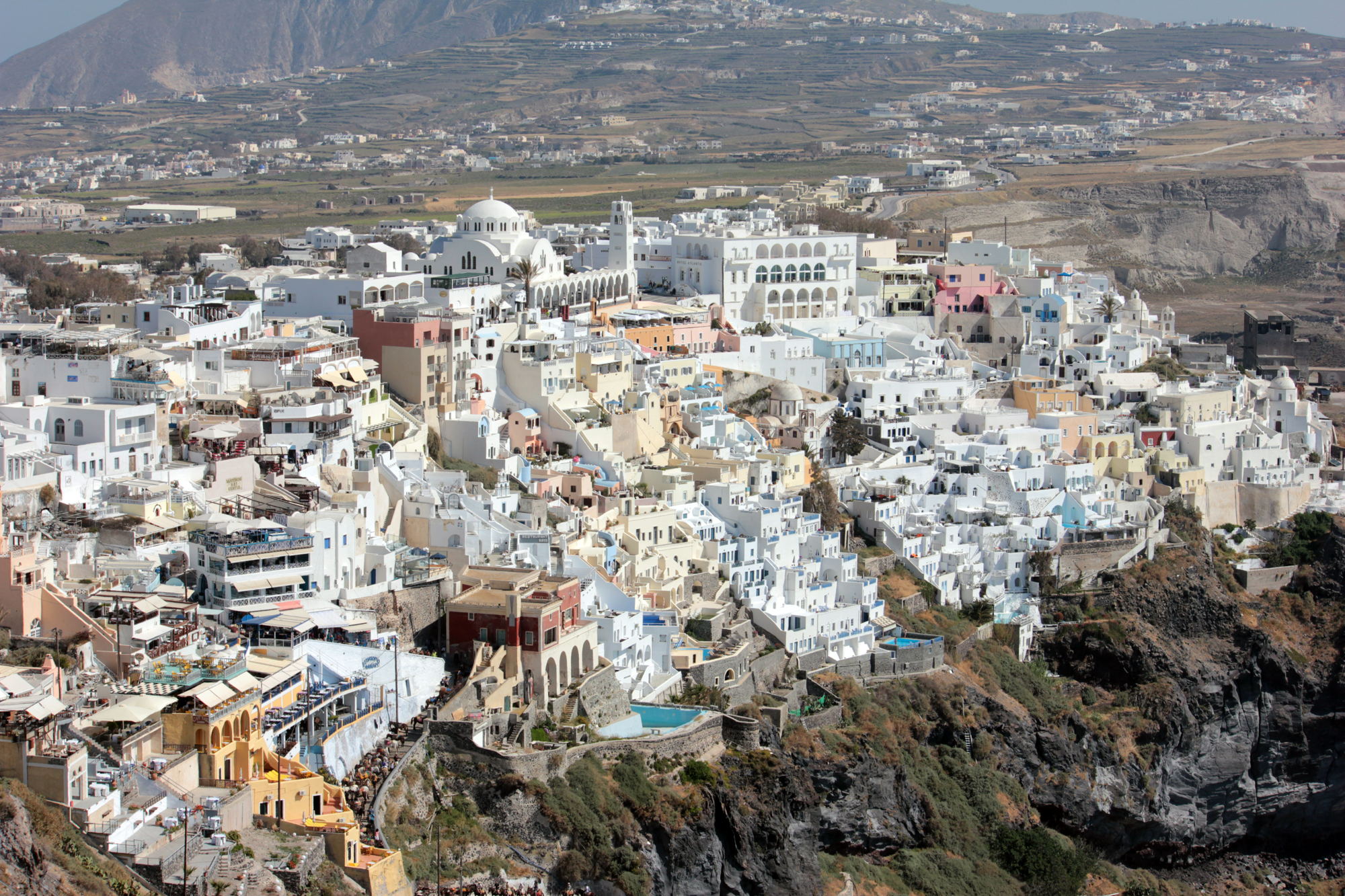
Vista aérea de Fira
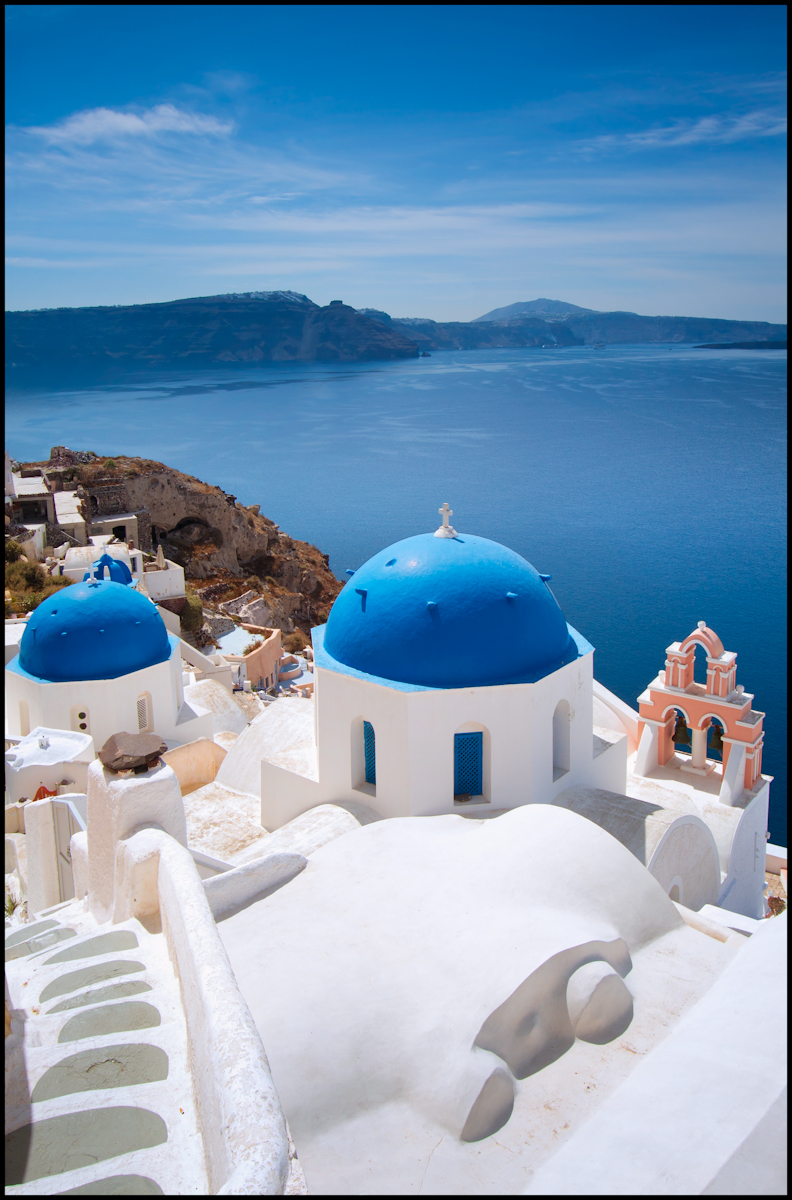
Edifícios típicos em Santorini.
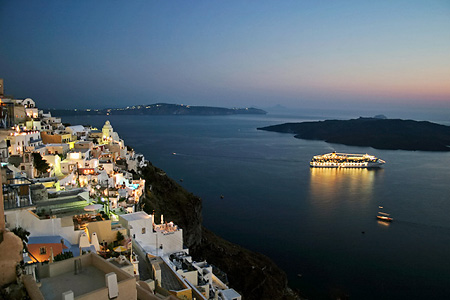
Fira e um navio de cruzeiro
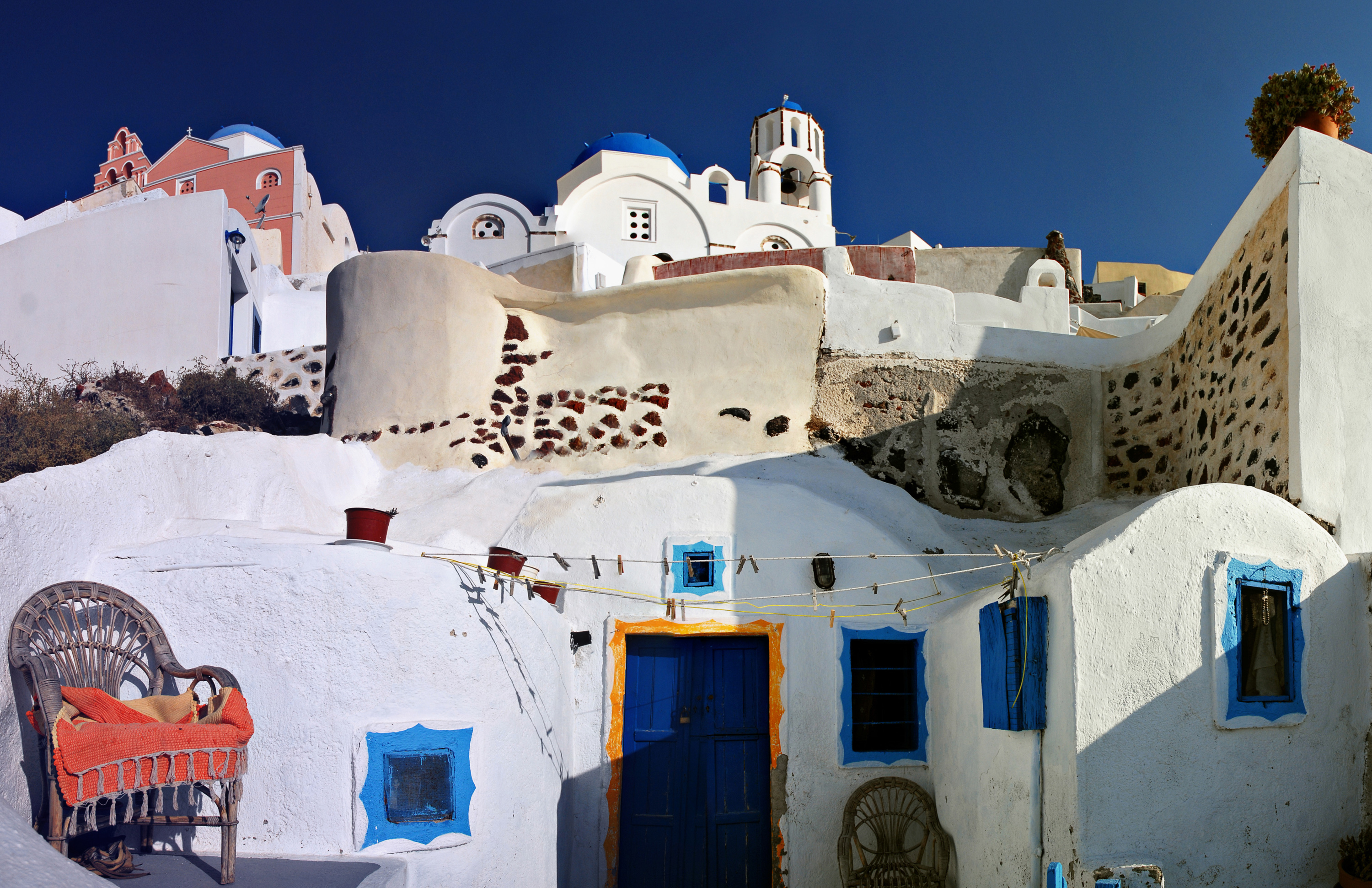
Casas em Firostefani

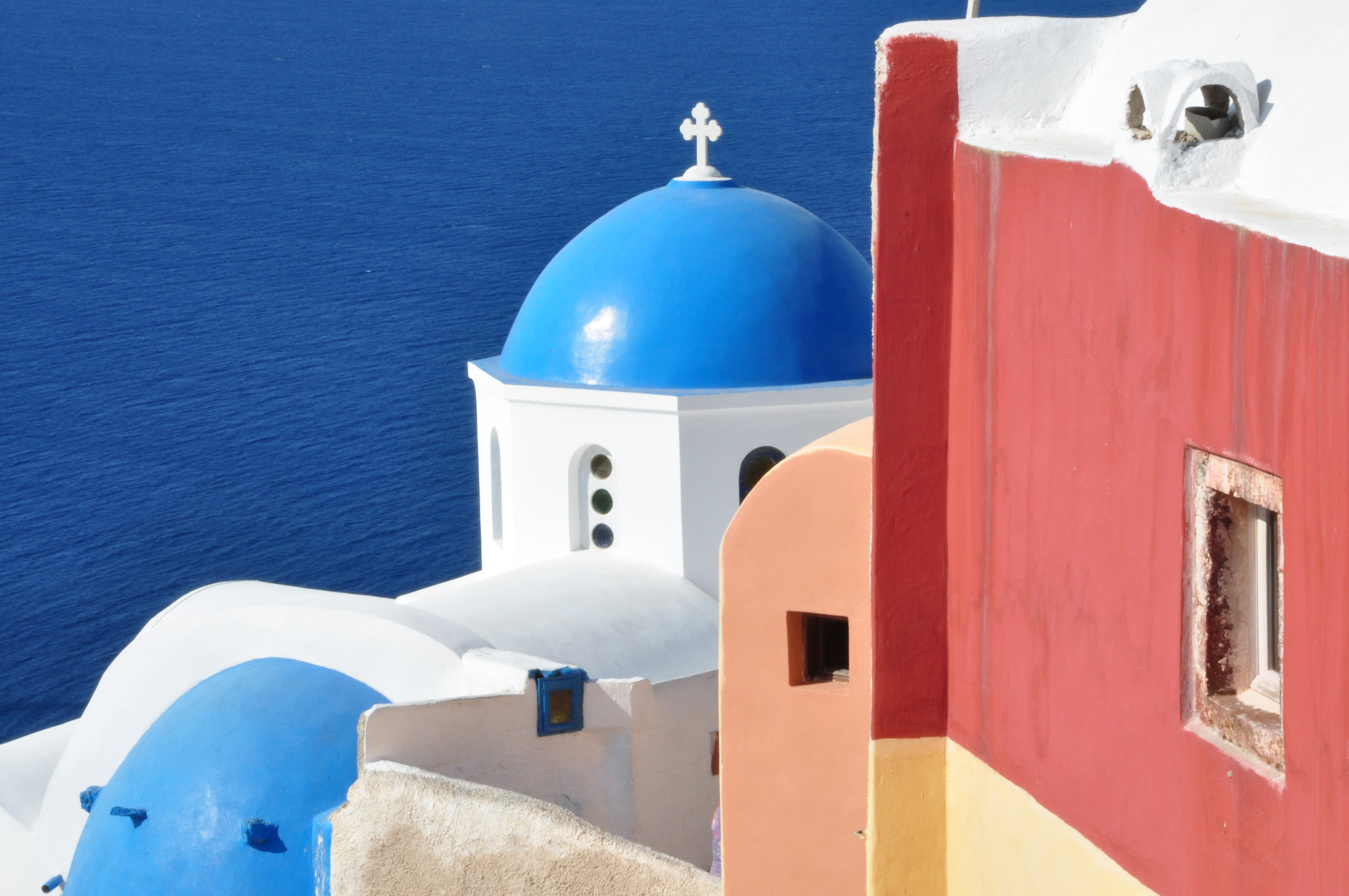
Igreja com cúpula azul em Santorini
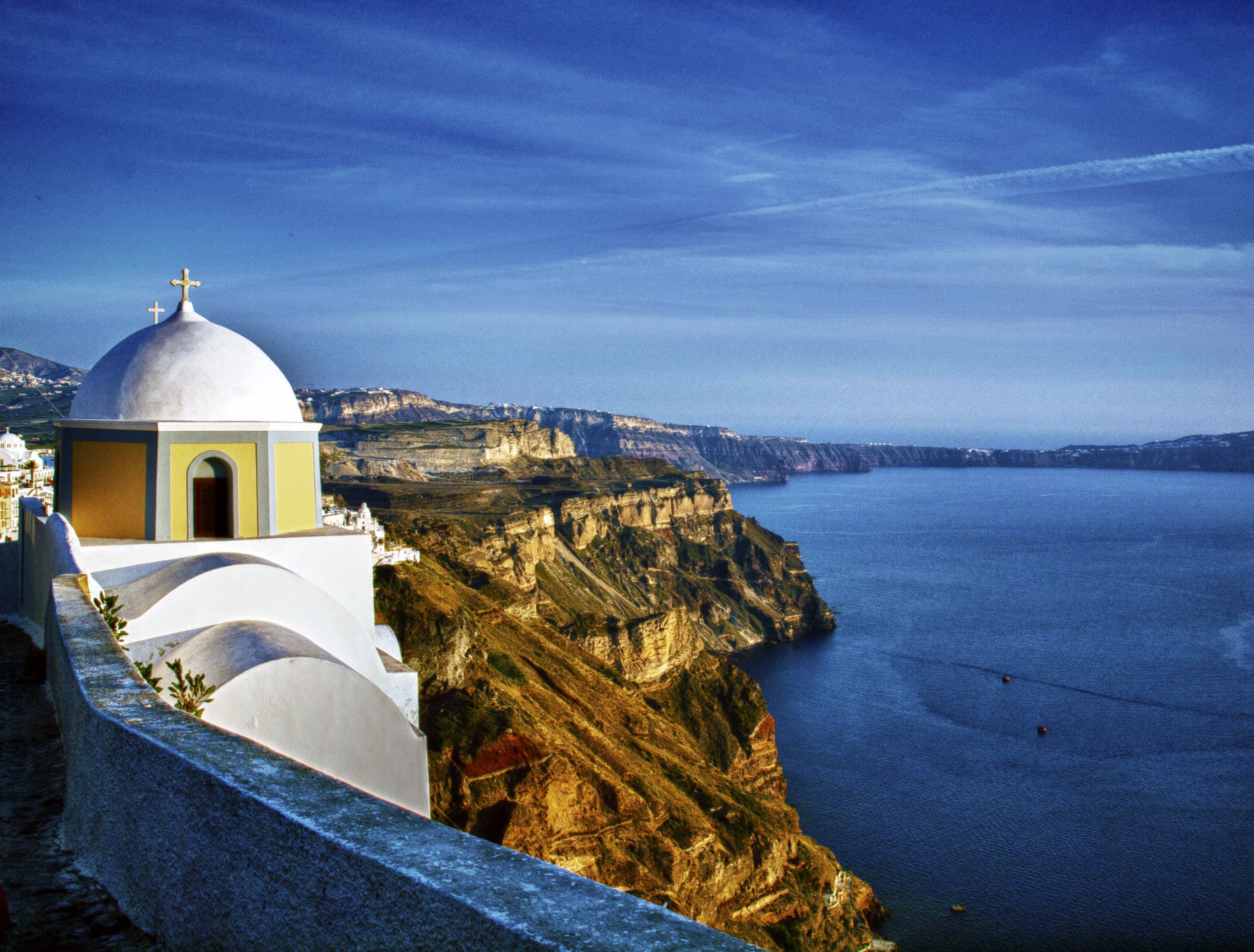
Fira
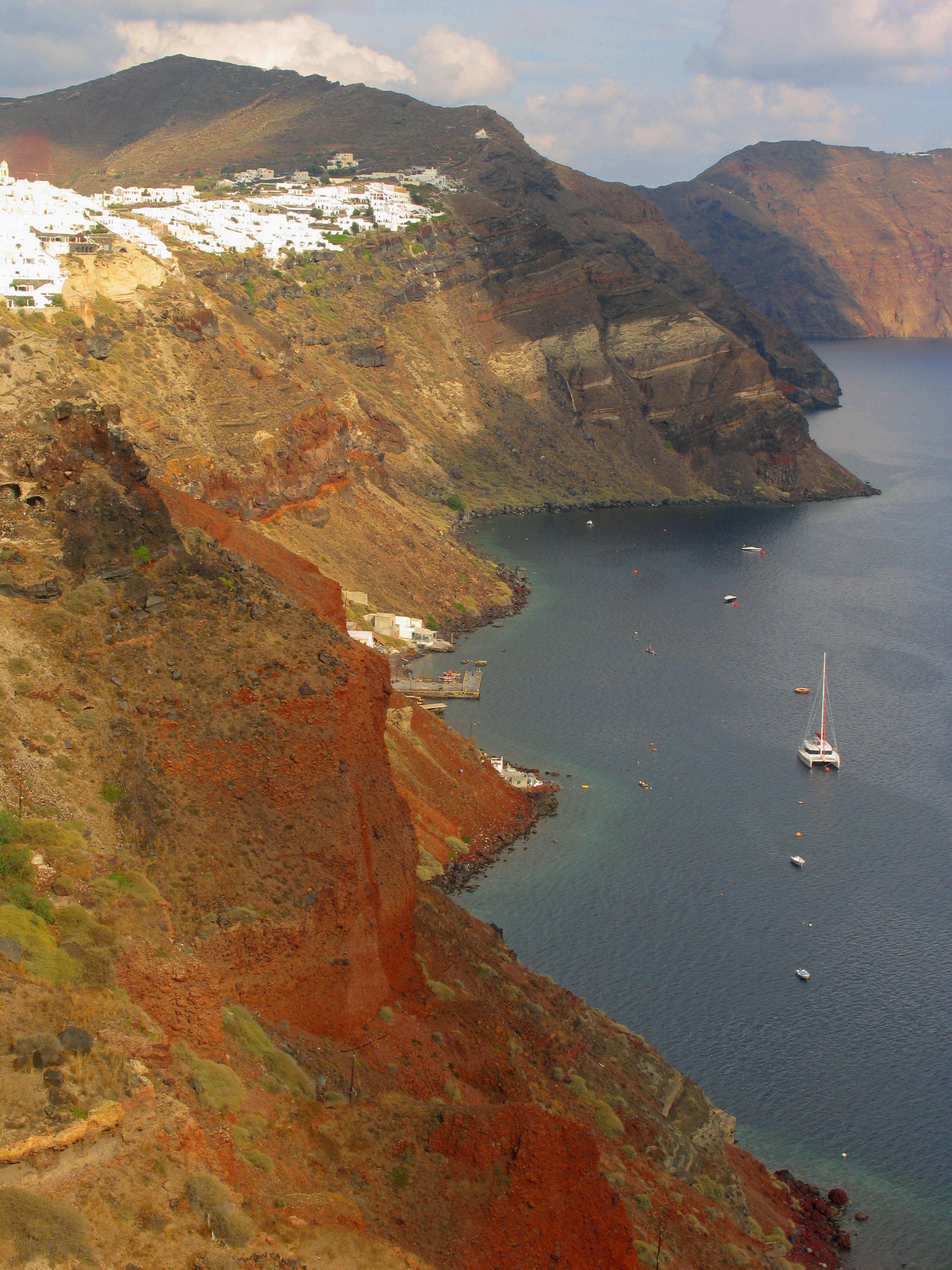
Casas próximas a caldeira vulcânica do arquipélago em Oia
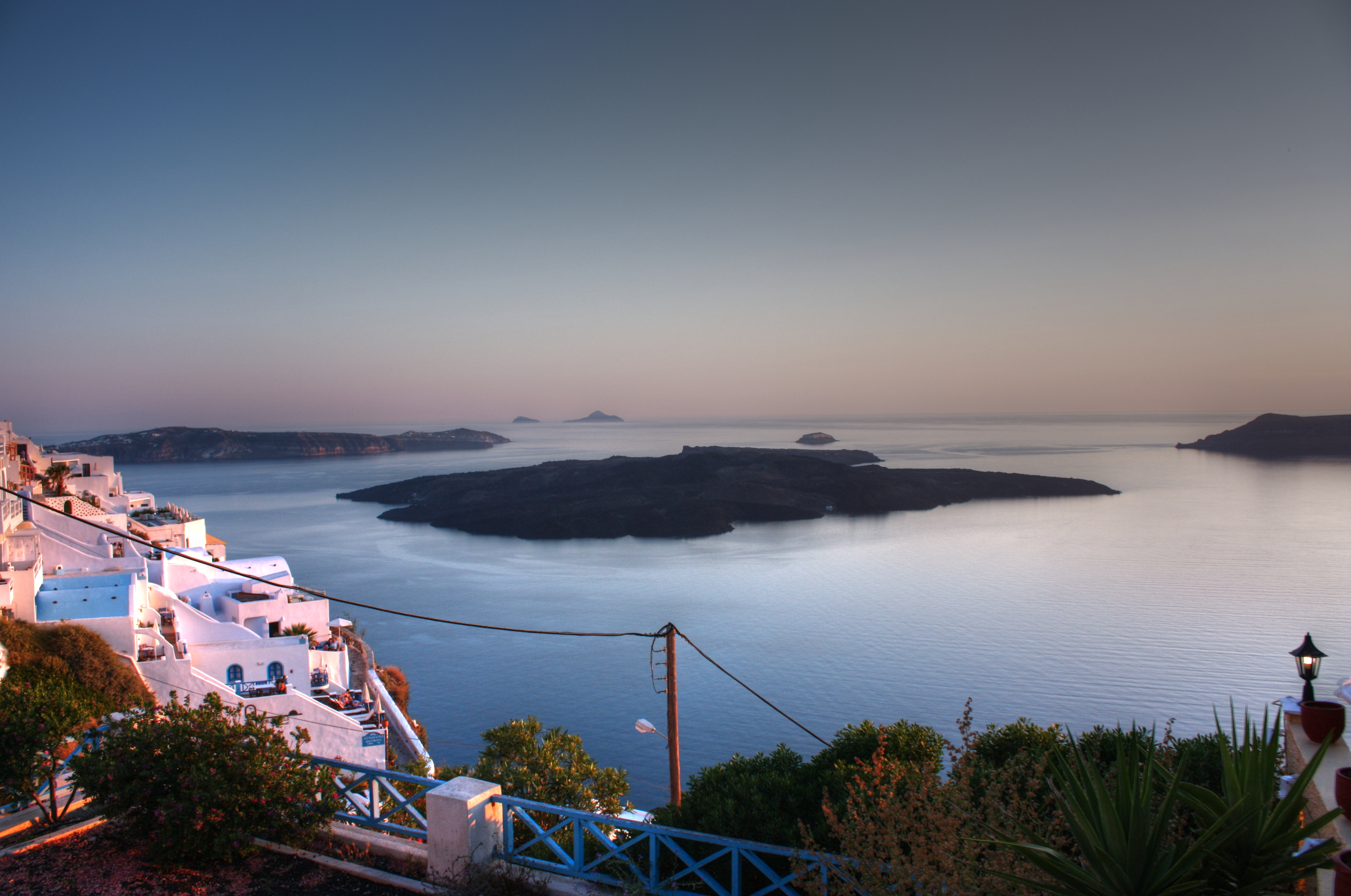
Centro da caldeira a partir de Firostefani

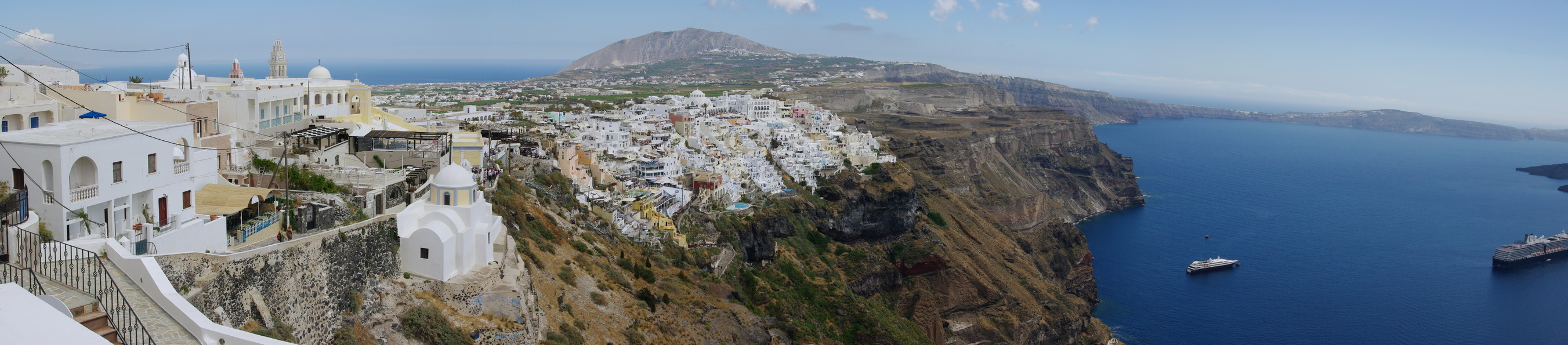
Vista panorâmica de Fira, a capital e maior localidade de Santorini